# 秋之白华
《秋之白华》是2011年上映的中国大陆剧情片，由霍建起执导，苏小卫编剧，窦骁、董洁主演。讲述了中国共产党早期领导人瞿秋白与妻子杨之华的爱情故事。片名来源于瞿秋白曾对杨之华承诺将‘秋白之华’、‘秋之白华’和‘白华之秋’刻成3枚图章，以示“你中有我，我中有你，无你无我，永不分离”。